# 松平家治
松平 家治（まつだいら いえはる）は、安土桃山時代の武士。官位は右京大夫。

## 略歴
奥平信昌の次男として誕生。徳川家康の長女・亀姫を生母に持つ。幼名は亀松丸。奥平家昌の弟、奥平忠政、松平忠明らの兄。
天正16年12月24日（1589年2月9日）、駿府の外祖父・家康の養子に望まれたために、親元を離れることとなった。この時、生家の奥平家では鳥居強右衛門、黒屋甚九郎といった長篠の戦いなどで壮烈な死に様を遂げた忠臣の子弟を亀松丸に付随させた。後の元服に際しては、外祖父の偏諱と松平姓を拝領する。
家康の関東移封に伴い、上野国長根7000石を拝領する。ところが僅か14歳で早世した。戒名は桃林院桃谿宗朔大禅定門。嗣子はおらず、別家を興していた家治系は1代で断絶した。死因は不明。
生家の奥平家へは新たに養子が望まれたため、末弟の鶴松丸（後の松平忠明）が家康の養子となった。